# Баньє — Люсі Обрак (станція метро)
48°48′10″ пн. ш. 2°19′02″ сх. д. / 48.8027° пн. ш. 2.31736° сх. д.
Баньє — Люсі Обрак (фр. Bagneux–Lucie Aubrac) — станція та південна кінцева зупинка лінії 4 Паризького метрополітену у місті Баньє. 
Станція була побудована у складі черги розвитку на південь від Мері-де-Монруж, попередньої кінцевої точки лінії. 

Попередня станція — «Барбара». 
Станцію було відкрито 13 січня 2022 року прем'єр-міністром Жаном Кастексом. 

Конструкція: однопрогінна станція мілкого закладення (глибина закладення — 8 м), типу горизонтальний ліфт.
Пересадки:
- Автобуси: 162 , 188 , 197, 388, N14[6]

## Операції
| Попередня станція             | Лінія | Лінія                          | Лінія | Наступна станція |
| ----------------------------- | ----- | ------------------------------ | ----- | ---------------- |
| Барбара до Порт-де-Кліньянкур |       | Паризький метрополітен Лінія 4 |       | Кінцева          |